# توماس إل. مكفادين
توماس إل. مكفادين (بالإنجليزية: Thomas L. McFadden)‏ هو محامي أمريكي، ولد في 24 أبريل 1878 في بلاسينتيا في الولايات المتحدة، وتوفي في 27 فبراير 1963.